# Voltis (by)
Voltti (svenska: Voltis) är en by i kommunen Kauhava (tidigare i Alahärmä) i Södra Österbotten i Finland.